# Chris Vermeulen
Chris Vermeulen (Brisbane, 19 giugno 1982) è un pilota motociclistico australiano ritiratosi dall'attività agonistica, campione mondiale Supersport nel 2003.

## Carriera
Nato a Brisbane da genitori olandesi, inizia la sua carriera motociclistica in tenera età su piccole moto da cross, per poi passare al dirt track.
Dal 1994 al 1998 disputa numerose corse, vincendo i campionati del Queensland e del Nuovo Galles del Sud. Sempre nel 1998 passa alla velocità nel campionato australiano, ottenendo le prime vittorie in 250 e provando contemporaneamente le 600 Supersport. Proprio provando le derivate dalla serie, rimane affascinato dalle grosse cilindrate e, nel 1999, corre il campionato australiano Superbike, conseguendo il riconoscimento di miglior "privato". Proprio in quell'anno Barry Sheene, ex pilota britannico iridato della classe 500 nel 1976 e 1977, trasferitosi da anni in Australia, lo nota e lo convince a trasferirsi in Europa e a disputare i campionati britannici di Supersport e Superstock. Beneficiando di una wild card nello scenario europeo, riesce a mettersi in luce. Nello stesso anno, il team Castrol Honda gli offre anche la possibilità di correre con la Honda CBR 600 F le ultime tre gare in calendario del mondiale Supersport in sostituzione di Shinya Takeishi.
Il giovane Vermeulen riesce a ben figurare ed ottenere la partecipazione a tempo pieno nel 2001 nel campionato mondiale Supersport, dove conclude diciassettesimo nella graduatoria piloti. Nel 2002 conclude settimo nella classifica piloti, ottenendo però una pole position e un podio, gareggiando con il team Van-zon-Honda-T.K.R.. Nel 2003 passa al team olandese Ten Kate Honda, la squadra campione del mondo del 2002. L'australiano vince quattro gare e, nonostante qualche sbavatura, si laurea con una gara d'anticipo campione di categoria nella gara di Imola.
Il passo successivo avviene con il passaggio nel campionato mondiale Superbike, proprio con il team che lo ha portato al successo iridato l'anno prima. La Honda gli affida la nuova CBR 1000RR, moto che, dopo un lungo lavoro di sviluppo, si rivela competitiva. Infatti nel 2004, dopo le prime gare di apprendistato, comincia ad ottenere ottimi risultati: a Silverstone, lotta con Noriyuki Haga in tutte e due le gare, e dopo un secondo posto in gara 1 (dove commette un piccolo errore all'ultima chicane, favorendo il sorpasso di Haga), vince la seconda gara. Vince poi Gara 1 di Laguna Seca, pista dove non aveva mai gareggiato. Arriva così alla penultima gara di Imola in piena lotta per il mondiale, ma proprio una caduta nel giro di ricognizione, per una macchia di olio presente in pista (dove Giovanni Bussei, pilota Ducati, decide di caricarlo sulla moto e lo porta ai box, consentendogli di poter effettuare normalmente gara 1; questo gesto costa la penalizzazione allo stesso Bussei), lo costrinse a fare 2 gare non al meglio della forma fisica (infatti nella caduta riporta delle fratture). Nell'ultima gara a Magny Cours, ha ancora dolore per la caduta di Imola, e le possibilità di vincere il mondiale sono ormai quasi nulle. Conclude il mondiale al quarto posto, risultando l'unico pilota non Ducati nei primi otto posti. Nel 2005 viene riconfermato nel team, con compagno di squadra Karl Muggeridge. Nei primi GP la Suzuki GSXR1000 K5 di Troy Corser guadagna un ampio margine di vantaggio nella classifica mondiale, a metà stagione però la Honda CBR 1000RR trova la giusta competitività e Vermeulen riesce ad ottenere una doppietta in Olanda, iniziando ad insidiare il primo posto. Corser riesce però a vincere il mondiale a Imola, grazie anche ad una giornata col programma ridotto per una pioggia battente che annulla la seconda gara. Grazie a questa buona stagione conclusa al secondo posto iridato, Vermeulen ottiene il suo esordio nella MotoGP al GP d'Australia, con la Honda RC211V del team Camel Honda in sostituzione di Troy Bayliss, correndo due Gran Premi e piazzandosi in entrambi 11º, a fine stagione è 21º con 10 punti.

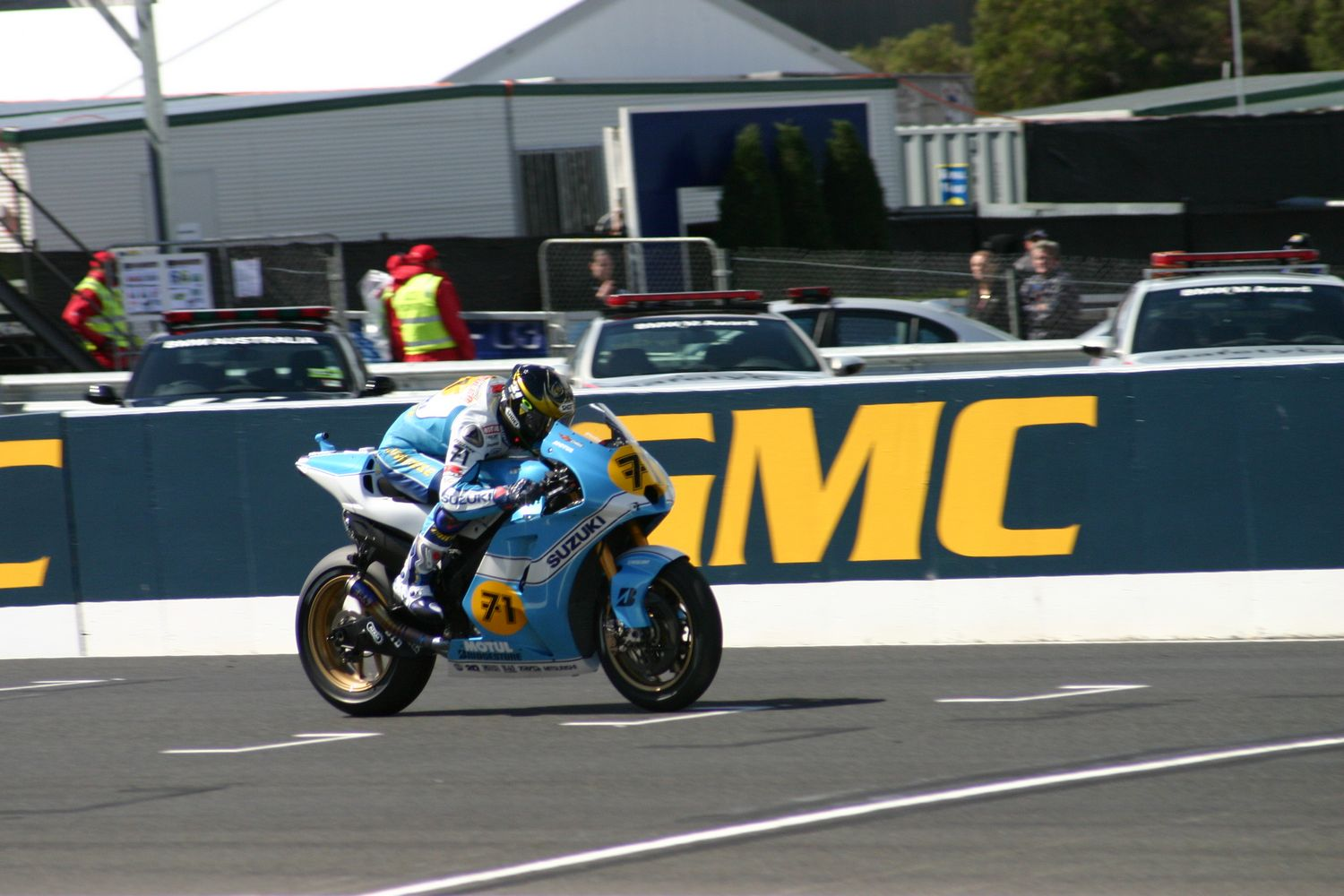
Vermeulen in pista al Gran Premio d'Australia nel 2007.

Firma un contratto per correre il motomondiale 2006 per il team Rizla Suzuki, concludendo in questo modo la sua prima parentesi nel mondiale Superbike, con 45 gare disputate, vincendone 10 ed ottenendo 23 podi. Nel 2006 ottiene la sua prima pole al GP di Turchia ed a Laguna Seca dove conquista il 5º posto in gara. Ottiene inoltre un secondo posto al GP d'Australia, concludendo la stagione all'11º posto con 98 punti. In questa stagione il suo compagno di squadra è stato John Hopkins. Il 20 maggio 2007 arriva la sua prima vittoria in MotoGP, sul circuito francese di Le Mans, in una gara stravolta dalla pioggia incessante. Conclude la stagione 2007 al 6º posto in classifica generale, con 4 podi conquistati in totale (secondo al GP degli Stati Uniti e San Marino e terzo in Gran Bretagna), una pole position al GP d'Olanda e 179 punti iridati. Nel 2008, quando il suo compagno di squadra è diventato Loris Capirossi, Vermeulen ha ottenuto 2 terzi posti (Germania e Stati Uniti) e si è classificato all'8º posto con 128 punti. Nel 2009, ancora con il team Rizla Suzuki, ottiene come miglior risultato un 5º posto in Olanda ed a fine stagione è 12º con 106 punti.
Il 4 ottobre 2009 viene annunciata la sua partecipazione nel 2010 al campionato mondiale Superbike con una Kawasaki ZX 10R del team Kawasaki Racing. Il suo ritorno nel mondiale per le derivate dalla serie non è molto fortunato, è costretto a saltare molte gare a causa delle numerose cadute stagionali che lo costringo ad operarsi al ginocchio destro ed a terminare in anticipo la stagione. Viste le numerose vicissitudini, racimola solo 10 punti classificandosi ventesimo nel mondiale piloti. Anche il 2011 è molto difficile, concluso al 21º posto con 14 punti. Nel 2012 corre in MotoGP il Gran Premio di Francia sulla Suter MMX1 del team NGM Mobile Forward Racing, in sostituzione dell'infortunato Colin Edwards. Terminata la propria carriera professionistica si cimenta nel ruolo di commenatatore di gara per Fox Sports Australia.

## Risultati in gara

### Campionato mondiale Supersport
| 2000 | Moto  |  |  |  |  |  |  |  |  |   |     |    |  | Punti | Pos. |
| ---- | ----- |  |  |  |  |  |  |  |  | - | --- | -- |  | ----- | ---- |
| 2000 | Honda |  |  |  |  |  |  |  |  | 6 | Rit | 10 |  | 16    | 21º  |

| 2001 | Moto  |     |     |    |    |     |   |   |    |     |    |    |  | Punti | Pos. |
| ---- | ----- | --- | --- | -- | -- | --- | - | - | -- | --- | -- | -- |  | ----- | ---- |
| 2001 | Honda | Rit | Rit | 14 | NC | Rit | 8 | 5 | 16 | Rit | 16 | 10 |  | 27    | 17º  |

| 2002 | Moto  |   |    |   |     |   |    |   |   |   |     |     |   | Punti | Pos. |
| ---- | ----- | - | -- | - | --- | - | -- | - | - | - | --- | --- | - | ----- | ---- |
| 2002 | Honda | 4 | 11 | 9 | Rit | 2 | 14 | 5 | 8 | 8 | Rit | Rit | 3 | 90    | 7º   |

| 2003 | Moto  |   |   |   |   |   |   |     |   |   |   |   |  | Punti | Pos. |
| ---- | ----- | - | - | - | - | - | - | --- | - | - | - | - |  | ----- | ---- |
| 2003 | Honda | 2 | 1 | 5 | 1 | 1 | 1 | Rit | 6 | 2 | 2 | 2 |  | 201   | 1º   |

| Legenda | 1º posto        | 2º posto            | 3º posto           | A punti      | Senza punti        | Grassetto – Pole position Corsivo – Giro più veloce |
| Legenda | Gara non valida | Non qual./Non part. | Ritirato/Non class | Squalificato | '-' Dato non disp. | Grassetto – Pole position Corsivo – Giro più veloce |

### Campionato mondiale Superbike
| 2004 | Moto  |    |   |   |   |   |    |   |    |    |   |   |   |   |   |   |   |   |   |   |   |     |     |  |  |  |  |  |  | Punti | Pos. |
| ---- | ----- | -- | - | - | - | - | -- | - | -- | -- | - | - | - | - | - | - | - | - | - | - | - | --- | --- |  |  |  |  |  |  | ----- | ---- |
| 2004 | Honda | 12 | 5 | 2 | 2 | 5 | 12 | 4 | SQ | 15 | 8 | 2 | 1 | 1 | 1 | 4 | 3 | 5 | 1 | 2 | 6 | Rit | Rit |  |  |  |  |  |  | 282   | 4º   |

| 2005 | Moto  |   |   |   |   |   |   |     |   |   |   |   |   |   |   |   |   |   |   |   |   |   |    |   |     |  |  |  |  | Punti | Pos. |
| ---- | ----- | - | - | - | - | - | - | --- | - | - | - | - | - | - | - | - | - | - | - | - | - | - | -- | - | --- |  |  |  |  | ----- | ---- |
| 2005 | Honda | 8 | 4 | 3 | 4 | 2 | 2 | Rit | 1 | 4 | 4 | 2 | 2 | 8 | 3 | 4 | 3 | 1 | 1 | 1 | 2 | 1 | AN | 1 | Rit |  |  |  |  | 379   | 2º   |

| 2010 | Moto     |     |     |    |    |     |     |    |    |    |    |    |    |    |    |    |    |     |     |     |     |     |     |     |     |     |     |  |  | Punti | Pos. |
| ---- | -------- | --- | --- | -- | -- | --- | --- | -- | -- | -- | -- | -- | -- | -- | -- | -- | -- | --- | --- | --- | --- | --- | --- | --- | --- | --- | --- |  |  | ----- | ---- |
| 2010 | Kawasaki | Rit | Rit | NP | NP | Inf | Inf | 17 | 14 | 18 | 13 | 18 | 16 | 15 | 13 | 16 | 15 | Rit | Rit | Inf | Inf | Inf | Inf | Inf | Inf | Inf | Inf |  |  | 10    | 20º  |

| 2011 | Moto     |    |    |    |    |     |    |    |    |  |  |    |    |    |    |    |    |  |  |  |  |  |  |  |  |  |  |  |  | Punti | Pos. |
| ---- | -------- | -- | -- | -- | -- | --- | -- | -- | -- |  |  | -- | -- | -- | -- | -- | -- |  |  |  |  |  |  |  |  |  |  |  |  | ----- | ---- |
| 2011 | Kawasaki | NP | NP | NP | NP | Rit | NP | NQ | NQ |  |  | 14 | 10 | 12 | 14 | 18 | NP |  |  |  |  |  |  |  |  |  |  |  |  | 14    | 21º  |

| Legenda | 1º posto        | 2º posto            | 3º posto           | A punti      | Senza punti        | Grassetto – Pole position Corsivo – Giro più veloce |
| Legenda | Gara non valida | Non qual./Non part. | Ritirato/Non class | Squalificato | '-' Dato non disp. | Grassetto – Pole position Corsivo – Giro più veloce |

### Motomondiale
| 2005 | Classe | Moto  |  |  |  |  |  |  |  |  |  |  |  |  |  |  |    |    |  |  | Punti | Pos. |
| ---- | ------ | ----- |  |  |  |  |  |  |  |  |  |  |  |  |  |  | -- | -- |  |  | ----- | ---- |
| 2005 | MotoGP | Honda |  |  |  |  |  |  |  |  |  |  |  |  |  |  | 11 | 11 |  |  | 10    | 21º  |

| 2006 | Classe | Moto   |    |     |   |     |    |    |   |    |    |   |   |    |    |   |    |   |     |  | Punti | Pos. |
| ---- | ------ | ------ | -- | --- | - | --- | -- | -- | - | -- | -- | - | - | -- | -- | - | -- | - | --- |  | ----- | ---- |
| 2006 | MotoGP | Suzuki | 12 | Rit | 7 | Rit | 10 | 14 | 6 | 10 | 16 | 7 | 5 | 12 | 11 | 2 | 11 | 9 | Rit |  | 98    | 11º  |

| 2007 | Classe | Moto   |   |   |    |   |   |   |   |   |    |    |   |   |   |    |    |   |   |   | Punti | Pos. |
| ---- | ------ | ------ | - | - | -- | - | - | - | - | - | -- | -- | - | - | - | -- | -- | - | - | - | ----- | ---- |
| 2007 | MotoGP | Suzuki | 7 | 9 | 11 | 7 | 1 | 8 | 7 | 3 | 16 | 11 | 2 | 5 | 2 | 13 | 11 | 8 | 7 | 6 | 179   | 6º   |

| 2008 | Classe | Moto   |    |    |   |     |   |    |   |   |   |   |   |   |   |   |     |    |   |    | Punti | Pos. |
| ---- | ------ | ------ | -- | -- | - | --- | - | -- | - | - | - | - | - | - | - | - | --- | -- | - | -- | ----- | ---- |
| 2008 | MotoGP | Suzuki | 17 | 10 | 8 | Rit | 5 | 10 | 7 | 8 | 7 | 3 | 3 | 6 | 5 | 9 | Rit | 15 | 9 | 13 | 128   | 8º   |

| 2009 | Classe | Moto   |   |    |    |   |    |    |   |   |    |    |    |    |   |    |    |   |    |  | Punti | Pos. |
| ---- | ------ | ------ | - | -- | -- | - | -- | -- | - | - | -- | -- | -- | -- | - | -- | -- | - | -- |  | ----- | ---- |
| 2009 | MotoGP | Suzuki | 7 | 10 | 10 | 6 | 10 | 11 | 5 | 8 | 13 | 13 | 11 | 11 | 9 | 10 | 11 | 6 | 15 |  | 106   | 12º  |

| 2012 | Classe | Moto  |  |  |  |    |  |  |  |  |  |  |  |  |  |  |  |  |  |  | Punti | Pos. |
| ---- | ------ | ----- |  |  |  | -- |  |  |  |  |  |  |  |  |  |  |  |  |  |  | ----- | ---- |
| 2012 | MotoGP | Suter |  |  |  | 17 |  |  |  |  |  |  |  |  |  |  |  |  |  |  | 0     |      |

| Legenda | 1º posto        | 2º posto            | 3º posto            | A punti      | Senza punti        | Grassetto – Pole position Corsivo – Giro più veloce |
| Legenda | Gara non valida | Non qual./Non part. | Ritirato/Non class. | Squalificato | '-' Dato non disp. | Grassetto – Pole position Corsivo – Giro più veloce |